# Cisternone romano
Il Cisternone romano è una cisterna per la raccolta d'acqua, risalente al I secolo a.C., che si trova a Formia, in provincia di Latina nel Lazio.

## Descrizione
Il Cisternone è una grande struttura sotterranea, costruita nel I a.C. per raccogliere le acque portate dagli acquedotti, per poi ridistrbuirle in città.  La struttura, più antica delle celebre Cisterna Basilica di Istanbul, è costituita da un ambiente dal perimetro irregolare, suddiviso in 4 navate da file di colonne.